# David Berkoff
David Berkoff (n. 30 noiembrie 1966, Pennsylvania, SUA) este un înotător american, medaliat olimpic. A participat la două ediții ale Jocurilor Olimpice (1988, 1992) în care a câștigat 4 medalii de aur, o medalie de argint și o medalie de bronz.